# Zeche Vogelbruch
Die Zeche Vogelbruch ist ein ehemaliges Steinkohlenbergwerk in Hattingen im Ortsteil Oberstüter. Das Bergwerk war auch unter dem Namen Zeche Vogelbruchbank bekannt. Das Bergwerk befand sich westlich vom Paasbach. Namensgeber für das Bergwerk waren die Besitzer des Hofes Vogelbruch, die auch gleichzeitig als Gewerken der Gewerkschaft auftraten.

## Bergwerksgeschichte
Am 18. Februar des Jahres 1792 wurde ein Längenfeld an Johann Mathias Spennemann et Consorten verliehen. Nach der Verleihung ging das Bergwerk in Betrieb. Von Juni bis August des Jahres 1813 war das Bergwerk nur kurzzeitig in Betrieb. In der Zeit vom 18. Februar des Jahres 1814 bis zum 17. März des Jahres 1816 konsolidierte die Zeche Vogelbruch teilweise mit der Zeche Wildenberg zur Zeche Vereinigte Wildenberg & Vogelbruch. Im Jahr 1836 wurden auf dem restlichen Grubenfeld der Zeche Vogelbruch 6139 ¾ preußische Tonnen Steinkohle gefördert. Im Jahr 1840 wurden 6771 preußische Tonnen Steinkohle gefördert. Im darauffolgenden Jahr wurden zunächst noch Steinkohlen abgebaut, im Laufe des Jahres wurde das Bergwerk dann in Fristen gelegt. Es wurden in diesem Jahr 2810 ¾ preußische Tonnen Steinkohle gefördert. Im Jahr 1845 wurde das Bergwerk wieder für einige Jahre in Betrieb genommen. Die Förderung erfolgte im Schacht Gustav der Zeche Vereinigte Wildenberg & Vogelbruch. Im Jahr 1850 war das Bergwerk zunächst noch in Betrieb, es wurden 21 Tonnen Steinkohle gefördert. Im Laufe des Jahres wurde die Zeche Vogelbruch stillgelegt. Im Oktober des Jahres 1880 konsolidierte die Zeche Vogelbruch zur Zeche Sprockhövel. Im Jahr 1912 wurde das restliche Grubenfeld der Zeche Alte Haase zugeteilt.

## Heutiger Zustand
Heute ist die Zeche Vogelbruch Bestandteil des Bergbauwanderweg Alte Haase Süd.